# Halina Kossobudzka
Halina Kossobudzka (ur. 29 sierpnia 1920 w Grudziądzu, zm. 26 lipca 1994 w Warszawie) – polska aktorka teatralna i filmowa.

## Życiorys

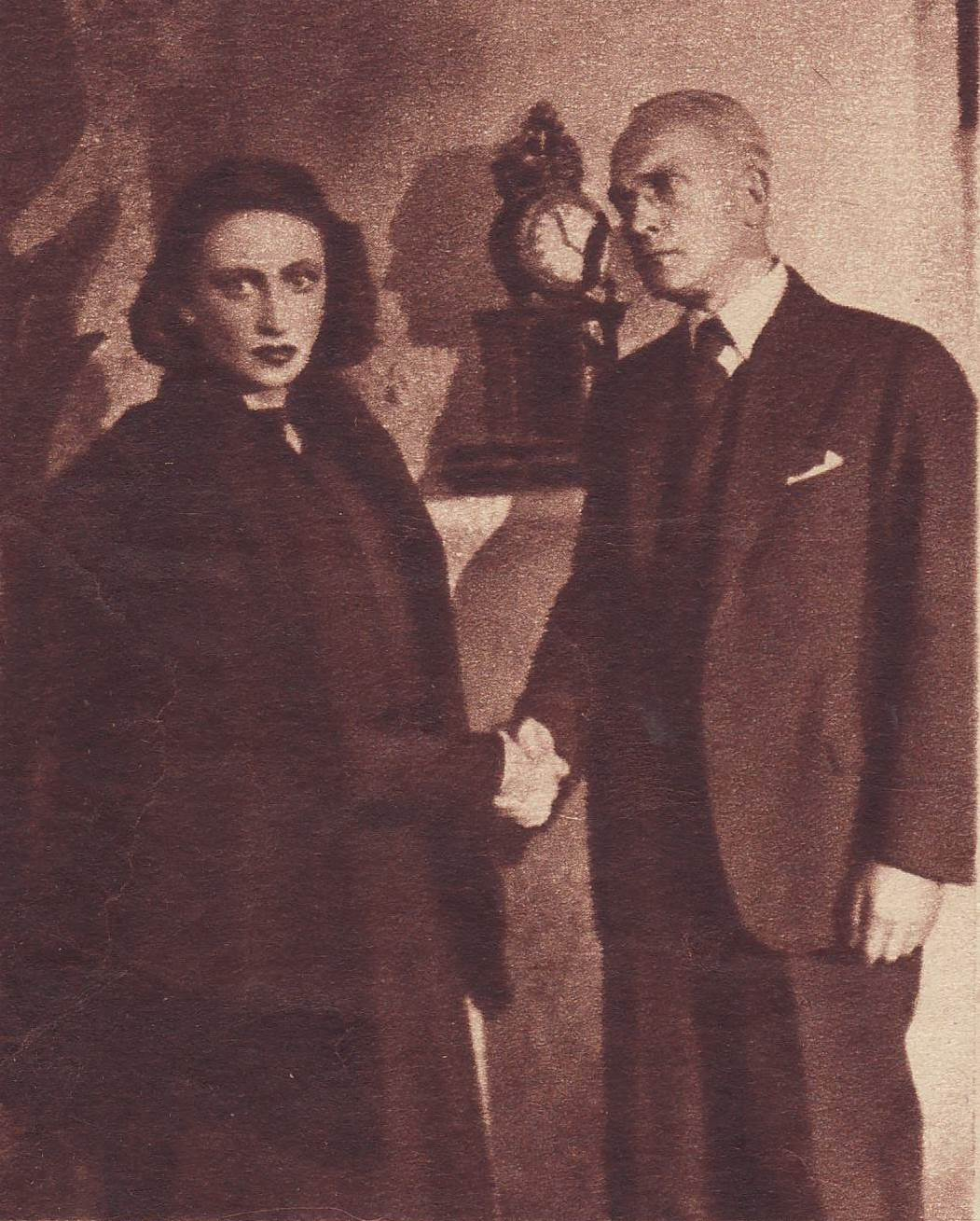
Halina Kossobudzka i Józef Maliszewski w sztuce Wielkanoc Stefana Otwinowskiego

Córka Jana, administratora Teatru Miejskiego w Grodnie, mama zajmowała stanowisko kasjerki. We wrześniu 1939 debiutowała rolą Zośki w Niespodziance K. H. Rostworowskiego na scenie Teatru Miejskiego w Grodnie. W latach 1940–1941 występowała w Państwowym Polskim Teatrze Białoruskiej SRR w Białymstoku. Związana była z Teatrem Wojska Polskiego w Lublinie (1944–1945), później w Łodzi (1945–1949). W 1948 zdała eksternistyczny egzamin aktorski, absolwentką Wydziału Aktorskiego PWST w Warszawie została dopiero w 1957. Po przeniesieniu się do Warszawy była aktorką teatrów Współczesnego (1949–1967), Ateneum (1967–1976), Polskiego (1976–1983) i Narodowego (1983–1989).
Występowała też w filmach, spektaklach Teatru Telewizji (1958–1983) oraz w słuchowiskach Teatru Polskiego Radia (1950–1983).
W latach 80. zaangażowała się w działalność publiczną. W okresie stanu wojennego nie poparła aktorskiego bojkotu telewizji, była członkiem Rady Krajowej Patriotycznego Ruchu Odrodzenia Narodowego (PRON). W lipcu 1984 była członkiem Społecznego Komitetu Obchodów 40-lecia Polski Ludowej w Warszawie.
W 1985 otrzymała Nagrodę MON I stopnia za całokształt twórczości artystycznej w dziedzinie teatru i filmu, a w szczegóności za kreacje w sztukach: Niemcy, Wyzwolenie, Fantazy, Sarmatyzm. Geniusz sierocy i filmach: Haracz szarego dnia, Godność.
W 1945 zawarła związek małżeński z aktorem Jackiem Woszczerowiczem. Mieli syna Dyzmę (ur. 1945), który zginął w 1964 w Tatrach Słowackich.
Zmarła w Warszawie, została pochowana obok męża i syna na cmentarzu Wojskowym na Powązkach (kwatera C2-10-8).

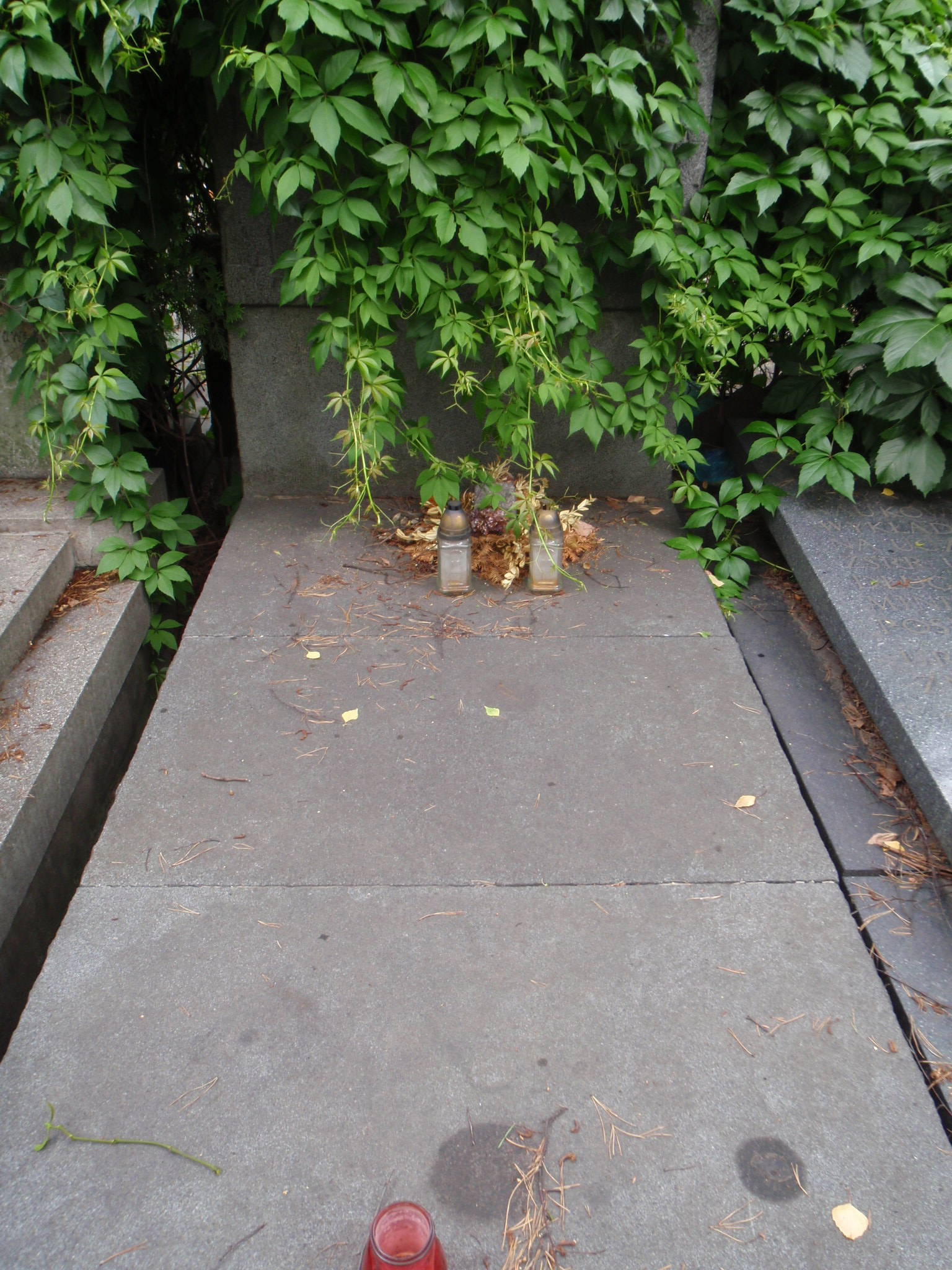
Grób Woszczerowiczów na cmentarzu Wojskowym na Powązkach w Warszawie

## Filmografia
- 1960: Rzeczywistość – mecenas Olkucka
- 1961: Wyrok – sędzia (tylko głos)
- 1962: I ty zostaniesz Indianinem – nauczycielka Mirka
- 1963: Smarkula – kierowniczka salonu mody
- 1964: Obok prawdy – pielęgniarka
- 1964: Panienka z okienka – Salomea Korycka
- 1966: Marysia i Napoleon – księżna Jabłonowska, siostra Walewskiego
- 1967: Kiedy miłość była zbrodnią – szwagierka Zuzanny
- 1967: Stawka większa niż życie – Inga Glass, żona profesora Fritza Glassa (odc. 15 Oblężenie)
- 1967: Venus z Ille – żona właściciela zajazdu
- 1970: Książę sezonu – Lala, właścicielka pensjonatu „Paradis”
- 1971: Podróż za jeden uśmiech – uczestniczka wczasów w siodle (odc. 7)
- 1972: Ten okrutny, nikczemny chłopak – sędzia
- 1972: Chłopi – organiścina (cz. 2)
- 1972: Chłopi – organiścina (odc. 2, 4, 5, 9, 10 ,11, 12, 13)
- 1973: Wielka miłość Balzaka – Rozalia Rzewuska, ciotka Eweliny (odc. 1, 3, 4, 5)
- 1974: Zaczarowane podwórko – Michalina, żona E.T.A. Hoffmanna
- 1975: Doktor Judym – uczestniczka balu w Cisach
- 1975: Dom moich synów – Germaine, ciotka Aliny
- 1975: Grzech Antoniego Grudy – matka Danuśki
- 1976: Daleko od szosy – profesor cytologii, wykładowca Ani (odc. 5, 7)
- 1977: Czterdziestolatek – wdowa Włodarska (odc. 19)
- 1977: Sprawa Gorgonowej – dziennikarka
- 1981: Białe tango – matka Piotra (odc. 3)
- 1982: Do góry nogami – wariatka
- 1982: Życie Kamila Kuranta – Stukonisowa (odc. 5, 6)
- 1983: Haracz szarego dnia – ciotka Gonczara
- 1983: Magiczne ognie – Alina Mirecka, ciotka Konrada
- 1984: Godność – Szostakowa
- 1986: Czas nadziei – Szostakowa
- 1987: Ballada o Januszku – sędzia (odc. 3)
- 1988: Przeprawa – babka Basi Zalewskiej

### Polski dubbing
- 1961–1966: Koń, który mówi
- 1964: Noc iguany – Judith

## Ordery, odznaczenia i nagrody
- Krzyż Oficerski Orderu Odrodzenia Polski (1984)
- Krzyż Kawalerski Orderu Odrodzenia Polski (1965)
- Złoty Krzyż Zasługi (11 lipca 1955)[6]
- Medal 30-lecia Polski Ludowej (1974)
- Medal 10-lecia Polski Ludowej (19 stycznia 1955)[7]
- Brązowy Medal „Za zasługi dla obronności kraju” (1985)
- Odznaka 1000-lecia Państwa Polskiego (1967)
- Odznaka tytułu honorowego „Zasłużony dla Kultury Narodowej” (1987)
- Odznaka „Zasłużony Działacz Kultury” (1979)
- Złota Odznaka honorowa „Za Zasługi dla Warszawy” (1965)[8]
- Nagroda „Trybuny Ludu” (1983)[9]
- Nagroda MON I stopnia za całokształt twórczości artystycznej w dziedzinie teatru i filmu, a w szczegóności za kreacje w sztukach: Niemcy, Wyzwolenie, Fantazy, Sarmatyzm. Geniusz sierocy i filmach: Haracz szarego dnia, Godność (1985).